# Bomberman (trò chơi điện tử 1983)
Bomberman (ボンバーマン Bonbāman) (ボンバーマン Bonbāman) là một trò chơi điện tử dạng mê cung theo phong cách game thùng do Hudson Soft phát triển. Trò chơi máy tính gia đình đầu tiên là Bomber Man (爆 弾 男, Bakudan Otoko) phát hành vào tháng 7 năm 1983 cho NEC PC-8801, NEC PC-6001 mkII, Fujitsu FM-7, Sharp MZ-700, Sharp MZ-2000, Sharp X1 và MSX ở Nhật Bản, phiên bản chỉnh sửa đồ họa cho MSX và ZX Spectrum ở châu Âu có tên gọi Eric and the Floaters. Phần tiếp theo tại Nhật Bản gọi là 3-D Bomberman, Bomberman đi trong mê cung theo góc nhìn thứ nhất. Năm 1985, Bomberman phát hành trên Nintendo Entertainment System. Tựa trò chơi này đã khai sinh ra loạt Bomberman với rất nhiều phần được xây dựng dựa trên lối chơi cơ bản của nó.

## Lối chơi

Bomberman trên hệ máy NES.

Trong bản phát hành trên hệ NES / Famicom, nhân vật cùng tên, Bomberman, là một robot, phải tìm đường băng qua mê cung và lẩn tránh kẻ thù. Cửa ra vào dẫn đến các mê cung lớn hơn nằm bên dưới những tảng đá, mà Bomberman phải phá bằng cách đặt các quả bom. Có những vật phẩm có thể giúp cải thiện các quả bom của Bomberman, chẳng hạn như Fire, giúp tăng phạm vi nổ bom. Bomberman sẽ biến thành con người khi anh trốn thoát thành công. Mỗi trò chơi có tổng cộng 50 cấp độ. Các trò chơi máy tính tại gia ban đầu khá là cơ bản và có một số quy tắc khác nhau.

## Phát triển
Bomberman được viết vào năm 1980 nhằm mục đích để trình diễn như một bản thử nghiệm công nghệ cho ngôn ngữ lập trình BASIC của Hudson Soft. Phiên bản cơ bản của trò chơi này đã phát hành với quy mô nhỏ, dành cho các máy tính Nhật Bản vào năm 1983, và các máy tính châu Âu vào năm sau đó.
Phiên bản Famicom do Nakamoto Shinichi phát triển (chuyển thể), người được cho là đã hoàn thành nhiệm vụ hoàn toàn một mình trong vòng 72 giờ.

## Phiên bản mở rộng và tái phát hành
Bomberman nổi tiếng nhất với phiên bản trên hệ máy NES/Famicom, phát hành tại Nhật Bản vào ngày 19 tháng 12 năm 1985 và ở Bắc Mỹ vào tháng 1 năm 1989. Giám đốc bộ phận nghiên cứu và phát triển của Hudson Soft, Nakamoto Shinichi, đã nhận xét trong một bài phỏng vấn năm 1995 rằng "Cá nhân tôi tin rằng phiên bản Bomberman trên Famicom là độc nhất vô nhị."
Phiên bản này đã được chuyển thể cho MSX vào năm sau đó với tên gọi Bomberman Special. Sự xuất hiện của Bomberman trong trò chơi này (Hudson Soft tái sử dụng đồ họa nhân vật kẻ địch trong Lode Runner của Broderbund năm 1984 trên NES/Famicom) là phiên bản Bomberman đầu tiên, một nhân vật giống như trong anime với ăng-ten màu hồng.
Trò chơi cũng phát hành trên Game Boy dưới dạng chế độ "Game B" của trò chơi Atomic Punk. Năm 2004, phiên bản này của Bomberman được phát hành lại cho Game Boy Advance như một phần của loạt Famicom Mini tại Nhật Bản và Classic NES Series ở Bắc Mỹ và châu Âu. Cũng như được phát hành trong cùng năm cho N-Gage.
Bản làm lại/cập nhật cũng được phát hành cho Sony PlayStation, mang tên Bomberman ở Nhật Bản và châu Âu nhưng đổi tên thành Bomberman Party Edition tại Mỹ. Phiên bản này đi theo phiên bản gốc của chế độ một người chơi, cũng như được sửa đổi và cập nhật với đồ họa 3D và âm thanh hiện đại. Đồ họa và âm thanh mới này cũng sử dụng trên phiên bản nhiều người chơi.

## Xem qua
- Danh sách trò chơi điện tử Bomberman